# Colocleora crassilineata
Colocleora crassilineata là một loài bướm đêm trong họ Geometridae.